# Cristina Butură
Cristina-Irina Butură (n. 26 mai 1982, Argeș, România) este un politician român, aleasă în 2024 deputat de Argeș din partea partidului Alianța pentru Unirea Românilor (AUR). 

## Tinerețe și educație
Cristina-Irina Butură s-a născut pe 26 mai 1982, la Lupșa, sat în comuna Lupșa, județul Alba, în Republica Socialistă România. A absolvit Școala Postliceală Sanitară din Alba Iulia. Timp de câțiva ani, din iulie 2016 până în ianuarie 2025, a lucrat în Regatul Unit ca asistent medical.

## Carieră politică

### Deputat (2024–prezent)

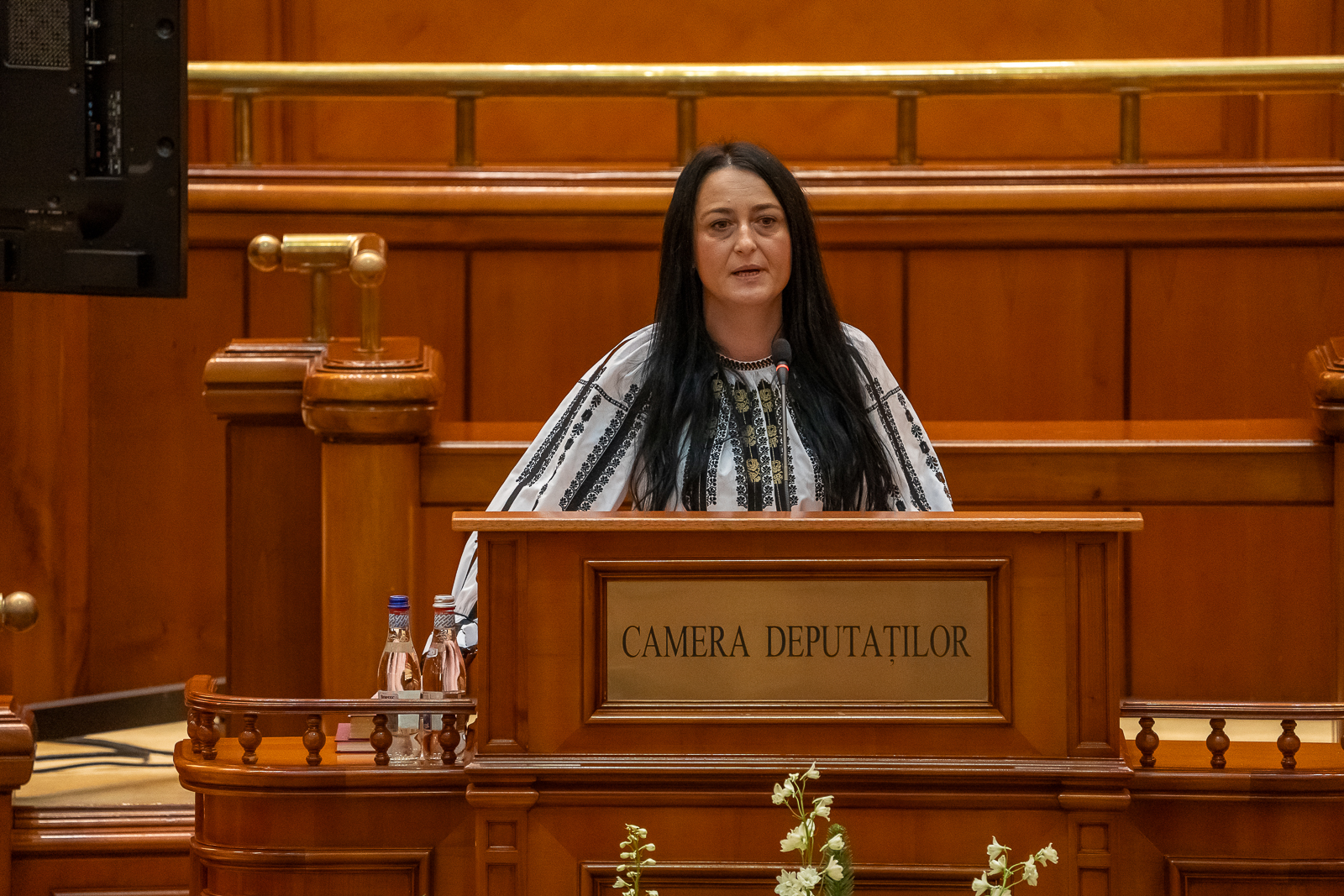
Butură depunând jurământul, 21 decembrie 2024

În urma alegerilor parlamentare din 2024, Butură a fost aleasă membru al Camerei Deputaților, în circumscripția nr. 3 Agreș din 1 decembrie, preluând mandatul pe 21 decembrie. În cadrul Camerei Deputaților face parte din Comisia de sănătate și familie, precum și este membru al grupurilor parlamentare de prietenie pentru Regatul Unit, Islanda și Irlanda.